# Liceo N° 35 Instituto Alfredo Vásquez Acevedo
El Liceo N° 35 Instituto Alfredo Vásquez Acevedo o IAVA (en català: Liceu N° 35 Institut Alfredo Vásquez Acevedo) és un institut d'educació secundària de Uruguai. Està situat en el carrer Eduardo Acevedo 1419, Lavalleja, Tristán Narvaja y Guayabos, Cordón a Montevideo.
Numerat 35 dins el domini públic. El seu nom homenatja a Alfredo Vásquez Acevedo, jurista i polític uruguaià, fundador el 1868, juntament amb José Pedro Varela, Elbio Fernández, Carlos María Ramírez i altres intel·lectuals de la Societat d'Amics de l'Educació Popular. Està ubicat en un edifici construït el 1911 i dissenyat per l'arquitecte Alfredo Jones Brown. Des del 1976, és considerat Patrimoni Històric Nacional.

## Història
A Uruguai, José Pedro Varela va impulsar, a partir de l'any 1876, una transformació de l'ensenyament primari, separant l'escola pública de la Universitat, que va passar a estar a l'òrbita de l'educació secundària i terciària.
El liceu és la seu de la Biblioteca Central de Secundària, que disposa d'un exemplar del Quixot del 1600 i d'un del Principi de Newton, així com obres de José Artigas, entre d'altres. També es troba el Museu de Història Natural, amb centenars d'espècimens.
El 2013, van concórrer 2000 alumnes, dividits en tres torns: matí, vespertí i nocturn. L'institut realitza tots els cursos de segon cicle d'educació secundària, comptant amb totes les orientacions. El 2012, el nivell de repetició del liceu va ser del 3% contra un 40% de mitjana en els liceus públics de Uruguai.